# Ricardo Yáñez
Ricardo Alex Yáñez Reveco (San Fernando, 27 de septiembre de 1966) es un oficial de Carabineros chileno y ex general director de la institución, reemplazando a Mario Rozas desde el 19 de noviembre de 2020, hasta su renuncia el 27 de septiembre de 2024.Actualmente es parte de un proceso judicial respecto a su «responsabilidad de superior» como jefe de la Dirección de Orden y Seguridad en supuestas violaciones de derechos humanos durante el estallido social en Chile por parte de las fuerzas de seguridad.

## Familia y estudios
Nació en San Fernando el 27 de septiembre de 1966. Realizó sus estudios en dos instituciones, en la Escuela Jorge Muñoz Silva desde primero a sexto básico, y en el Instituto San Fernando de los Hermanos Maristas desde séptimo básico a cuarto medio.

## Carrera policial
Ingresó a la Escuela de Carabineros en 1985, y entró a Carabineros de Chile el 1 de enero de 1986. El 16 de diciembre de 1988, fue promovido a subteniente, cargo con el cual trabajó por casi treinta años en la comisaría de Viña del Mar.
Durante el segundo gobierno de Michelle Bachelet en 2015, fue designado como comisionado de Carabineros de la embajada de Chile en Buenos Aires (Argentina), cargo que ejerció hasta 2016.
En enero de ese año asumió como prefecto de carabineros de la Prefectura Colchagua; ejerciendo esa función hasta el 16 de diciembre de 2017, fecha en que fue ascendido a general, y se trasladó al norte de Chile para ejercer como jefe de la 1.ª Zona de Tarapacá. También, desde esa fecha ejerció como titular de la Dirección Nacional de Orden y Seguridad.
El 6 de noviembre de 2020, fue nombrado como subdirector de Carabineros. Luego, el 19 de noviembre de ese año, fue ascendido a general director de carabineros, grado concedido por el presidente de la República Sebastián Piñera, para reemplazar al saliente Mario Rozas.

## Medallas y condecoraciones
- Cruz al Mérito de Carabineros de Chile, por haber cumplido 20 años de servicios en la institución (2005).
- Gran Cruz al Mérito de Carabineros de Chile, por haber cumplido 30 años efectivos en la institución (2015).
- Gran Oficial de la Condecoración Presidente de la República, por haber ascendido al grado de general de Carabineros de Chile (2020).
- Alguacil Mayor de la «Condecoración Alguacil Mayor Juan Gómez de Almagro», por haber alcanzado su condición de mando, como general de Carabineros de Chile (2021).

### Historial militar
Su historial de ascensos en Carabineros de Chile es el siguiente:
- 1987: Aspirante a Oficial de la Escuela de Carabineros de Chile
- 1988: Subteniente
- 1990: Teniente
- 1999: Capitán
- 2006: Mayor
- 2009: Teniente coronel
- 2014: Coronel
- 2017: General de Zona
- 2018: General Inspector
- 2020: General Director